# ツェネック波

空気-銀界面におけるツェネック表面波の電界

ツェネック波 (ツェネック表面波、ゾンマーフェルト・ツェネック表面波)は異なる誘電率を有する2つの均質媒質間の平面もしくは球界境界面上に複素ブリュースター角で入射する不均質・不均一の電磁平面波:p. 198。
ツェネック波は、界面に平行に伝播し、それに垂直に指数関数的に減衰するというエバネッセンスとして知られる特性を持つ。この波は界面を形成する材料の1つの誘電率が負であり、他方が正であるという条件のもとで存在する。例えば空気とプラズマ周波数以下の地上伝送路のような損失性のある伝導媒質との間の境界面がある。損失性のある地上での波の伝播の問題のアルノルト・ゾンマーフェルトとヨナタン・ツェネックによる最初の解析により、この波はマクスウェル方程式の正確な解として生じる。